# 江戸屋ぽち
江戸屋 ぽち（えどや ぽち、2月1日 - ）は、日本の漫画家。女性。群馬県出身。

## 作品リスト

### 一般向け

#### 漫画作品

##### 連載
- アオイシロ―青い城の円舞曲―（原作：麓川智之、『コミック百合姫』Vol.9 - Vol.11、外伝：Vol.12）
- ナルキッソス（原作：片岡とも、『月刊コミックアライブ』2009年1月号 - 2010年2月号）
- いつか天魔を斬る魔女（原作：鏡貴也、キャラクター原案：榎宮祐、『月刊コンプエース』2011年9月号[3] - 2012年8月号）
- 絶望のクロージアス（『コミック・ダンガン』）
- 魔法少女育成計画（原作：遠藤浅蜊、キャラクター原案：マルイノ、『月刊コンプエース』2014年11月号[4] - 2015年12月号）
- こはねちゃんの犬（『月刊サンデーGX』2016年3月号[5] - 2017年9月号）
- はてな☆イリュージョン（原作：松智洋、キャラクター原案：矢吹健太朗、『水曜日はまったりダッシュエックスコミック』[6]2018年11月27日 - 2021年1月19日）
- 紙山さんの紙袋の中には（原作：江ノ島アビス、キャラクター原案：neropaso、『コミックファイア』2021年6月[7] - ）
- 欠けた月のメルセデス〜吸血鬼の貴族に転生したけど捨てられそうなのでダンジョンを制覇する〜@COMIC（原作：炎頭、キャラクター原案：KeG、『comicコロナ』2021年8月[8] - 2022年3月→『コロナEX』2022年4月 - ） - 移籍後もcomicコロナでは遅れ配信あり。

##### 読み切り
- 『ラストピリオド -終わりなき螺旋の物語-』のアンソロジー寄稿作品（『ラストピリオド -終わりなき螺旋の物語- 電撃コミックアンソロジー』2016年[9]）
- hug、hug、剥ぐ（『Fate/Grand Order 電撃コミックアンソロジー10』2017年[10]） - 『Fate/Grand Order』のアンソロジー寄稿作品。
- まんまる（原作：けものフレンズプロジェクト、『けものフレンズ 電撃コミックアンソロジー ジャパリバス編 その2』2017年[11]） - 『けものフレンズ』のアンソロジー寄稿作品。
- 寄稿作品（『漫画家のごはんのおとも語り』2018年[12]）

#### 書籍
- 『アオイシロ―青い城の円舞曲―』、原作：麓川智之、一迅社〈IDコミックス 百合姫コミックス〉2008年、全1巻
- 『ナルキッソス』、原作：片岡とも、メディアファクトリー〈MFコミックス アライブシリーズ〉2009年 - 2010年、全2巻
- 『いつか天魔を斬る魔女』、原作：鏡貴也、キャラクター原案：榎宮祐、角川書店〈カドカワコミックス・エース〉2011年[13] - 2012年[14]、全2巻
- 『絶望のクロージアス』ホビージャパン〈ダンガンコミックス〉、2014年3月27日発売[15]、ISBN 978-4-7986-0774-0
- 『魔法少女育成計画』、原作：遠藤浅蜊、キャラクター原案：マルイノ、角川書店〈カドカワコミックス・エース〉2015年[16] - 2016年[17]、全2巻
- 『こはねちゃんの犬』、小学館〈サンデーGXコミックス〉2016年 - 2017年、全3巻
  1. 2016年7月19日発売[18]、ISBN 978-4-09-157455-8
  2. 2017年2月17日発売[19]、ISBN 978-4-09-157474-9
  3. 2017年10月19日発売[20]、ISBN 978-4-09-157500-5
- 『はてな☆イリュージョン』、原作：松智洋、キャラクター原案：矢吹健太朗、集英社〈ヤングジャンプ・コミックス〉2020年[6] - 2021年[21]、全4巻
- 『欠けた月のメルセデス〜吸血鬼の貴族に転生したけど捨てられそうなのでダンジョンを制覇する〜@COMIC』、原作：炎頭、キャラクター原案：KeG、TOブックス〈コロナ・コミックス〉2021年 - 、既刊5巻（2025年8月15日現在）
  1. 2021年12月15日発売[22][23]、ISBN 978-4-86699-391-1
  2. 2022年10月15日発売[24]、ISBN 978-4-86699-696-7
  3. 2023年8月15日発売[25]、ISBN 978-4-86699-921-0
  4. 2024年9月2日発売[26]、ISBN 978-4-86794-295-6
  5. 2025年8月15日発売[27]、ISBN 978-4-86794-658-9
- 『紙山さんの紙袋の中には』、原作：江ノ島アビス、ホビージャパン〈HJコミックス〉2022年 - 、既刊3巻（2024年5月1日現在）
  1. 2022年2月1日発売[28]、ISBN 978-4-7986-2646-8
  2. 2023年4月1日発売[28]、ISBN 978-4-7986-3150-9
  3. 2024年5月1日発売[28]、ISBN 978-4-7986-3536-1

#### その他
- 主従百合アンソロジー Rhodanthe（アンソロジーコミック、2020年[29]、KADOKAWA）口絵イラスト[30]

### 成人向け
- 『純愛かたろぐ』コアマガジン〈ホットミルクコミックス284〉、2009年2月10日発売[31]、ISBN 978-4-8625-2555-0
- 『純愛くろにくる』コアマガジン〈ホットミルクコミックス321〉、2010年5月10日発売[31]、ISBN 978-4-8625-2851-3
- 『きゅんきゅんスイッチ』コアマガジン〈ホットミルクコミックス370〉、2012年2月29日発売[31]、ISBN 978-4-8643-6252-8
- 『ブルージェンダー 歪んだ愛欲の日々』、オークス〈OKS COMIX 百合シリーズ〉2014年 - 2015年、全2巻
  1. 2014年4月25日発売、ISBN 978-4-7990-0584-2
  2. 2015年12月25日発売[32]、ISBN 978-4-7990-0820-1